# Crystal el Mono
El mono Crystal (6 de mayo de 1994) es un mono capuchino hembra, famosa por ser de los más populares actores animales, adquirido y entrenado por la empresa Birds & Animals Unlimited, el mayor proveedor de animales de todo Hollywood. Su carrera comenzó como un mono bebé en la película de 1997 George of the Jungle. Luego, interpretó al irritante mono Dexter en la saga de películas Night at the Museum y al mono traficante de drogas que aparece en la película The Hangover Part II. En 2012, interpretó al Dr. Rizzo en la serie de televisión Animal Practice.

## Carrera de actriz

### Universal Studios
En 1996, la compañía Birds & Animals Unlimited, el mayor proveedor de animales para Hollywood, enviaron a uno de sus entrenadores para hacer la compra de un mono capuchino en el estado de Florida. Generalmente en la compañía Birds & Animals, prefieren comenzar el entrenamiento en los monos cuando son más jóvenes, para que estén en forma óptima para las personas cercanas, a una edad mayor. Ya para sus dos años y medio de edad, Crystal, cuyos dientes caninos habían empezado a salir, se le ofreció a un entrenador que en última instancia, decidió comprar a dos monos capuchinos jóvenes. Tres empleados recibieron a los tres monos. Crystal le fue dado a Tom Gunderson, un empleado que solo había estado en la compañía durante unos años y había estado trabajando principalmente en Universal Studios, Florida, instruyendo a los agentes de animales según sus etapas. Gunderson había dejado que los otros dos empleados eligieran sus monos primero y se quedó con el más viejo, Crystal. Llamó a su mono crystal, un nombre homónimo al de un cantante de música country llamado Crystal Gayle. El periodista de New York Benjamin Wallace escribió: "Fue como si hubiera nacido para llamarse así".
Gunderson y Crystal trabajaron juntos durante ocho años en los escenarios, como una muestra de actores animales. Debido a que el espectáculo estaba repleto de ruidosas pirotecnias, aplausos por el público, Gunderson dijo que era también era "un campo de entrenamiento" y "una gran manera para que un mono pueda crecer, y este habituado a este tipo de ambiente". A diferencia de la mayoría de los monos que estaban molestos por el alto volumen de la música y los niños, Crystal actuó notablemente madura y calmada.

### Televisión y cine
Siendo una hembra de mono capuchino y un animal actor, Crystal es propiedad de Birds & Animals Unlimited. Después de haber aparecido en más de veinte películas en 2011. Crystal apareció por primera vez en la película de 1997 George of the Jungle. Wallace, de la revista New York, dijo que su página de Internet Movie Database "es más fácil de tratar que la mayoría de los actores de tres veces su edad", y Joe Flint del diario Los Angeles Times la llamó "una veterana del cine y la televisión con una envidiable lista de créditos en IMDb". USA Today llamó a Crystal "la mona más caliente de Hollywood" y Los Angeles Times la acredita entre las mascotas más poderosas de Hollywood".
Es conocida por sus papeles en la película de 2006 una Night at the Museum y sus secuelas, Night at the Museum: Battle of the Smithsonian (2009) y Night at the Museum: Secret of the Tomb (2014), interpretando al problemático mono Dexter (también interpreta al otro personaje, Able, en la segunda película). En la película de 2009, su personaje abofeteó a Ben Stiller, mientras que su entrenador le animaba diciéndole "Dale a él! Dale a él! Le golpeó más duro! y Le golpeó más duro! Stiller dijo en broma que "No me gusta el mono". No hay manera de sentirse bien mientras recibes una palmada de mono en tu cara, es feo a cualquier nivel." Durante el rodaje, Crystal siempre tiene "momentos sin guion" aliviandose a sí misma, Robin Williams, que estaba interpretando a Teddy Roosevelt. Williams dijo: "Combina los peores aspectos del trabajo con los niños y los animales cuando se tiene un animal que se parece a un niño... Además, ¿No puede una persona [defecar] en medio de una escena y la gente se ríe como, awww, grandioso".
Ha hecho cameos con David Hasselhoff en la película de 2011 Hop y con Ken Jeong en la serie de comedia de la NBC Community. Hizo una aparición especial en el panel de la serie Community en la Comic-Con de San Diego en julio de 2011.
Interpretó a un mono traficante de drogas en la película de 2011 The Hangover Part II. El director Todd Phillips expresó su preocupación después de que dijo en broma que Crystal se había convertido en una adicta a los cigarrillos después de aprender a fumar para ellos en la película. Philips explicó más tarde que Crystal en realidad nunca se fumó un cigarrillo encendido en el set de la película, se añadió el humo digitalmente en posproducción, y el cigarrillo era de cerámica. Sin embargo PETA protestó la participación de crystal en la película debido a que el estudio utilizó animales exóticos para fines de entretenimiento, y porque la película no le menciona a la Asociación Americana Protectora de animales, el descargo de responsabilidad de que "los animales no fueron perjudicados en esta película", ya que el grupo se negó a visitas en conjunto. Ken Jeong, compañero de Crystal en The Hangover Part II, así como de la serie Comunty, la elogió diciendo: "ella es increíble. No es solo un mono, ella es un actor. Y muy posiblemente el mejor actor con el que he trabajado".
En 2011 interpretó a Donald el mono en la película Zookeeper, dirigida por Frank Coraci, y doblada por Adam Sandler. Crystal también interpretó al capuchino en We Bought a Zoo, dirigida por Cameron Crowe.
Con la gimnasta ganadora de la medalla oro en 2012 en los Juegos Olímpicos de verano en la categoría individual general Gabby Douglas, la NBC transmitió un comercial donde Crystal esta pivotando en anillos de gimnasia. Wallace, de la revista New York lo llamó una "yuxtaposición vergonzosa" que provocó un gran debate sobre el racismo en Twitter. El cazatalentos Bob Costas acababa de decir: "Hay algunas niñas afroamericanas por ahí que esta noche están diciéndose a sí mismas: 'Hey, me gustaría probar eso también. El anuncio de crystal había sido transmitido tres veces anteriormente y era una promoción para la próxima comedia de la NBC, Animal Practice.
Crystal interpretó al Dr. Rizzo, un compinche del veterinario misántropo, el doctor George Coleman en Animal Practice, una serie perteneciente al género de comedia de situación que debutó el 26 de septiembre de 2012. Antes de que el programa fuera cancelado debido a las bajas audiencias, Crystal obtuvo para su dueño 12 000 dólares por episodio; las ganancias de nueve episodios significaban que para el año hizo más de dos veces más que el promedio de actores de Hollywood. el periodista de New York Wallace, observó la filmación de una escena en la que Crystal le da un masaje en el hombro a Coleman. Gunderson utilizó gestos para convencer a Crystal para llevar a cabo la acción deseada, y dejar de lamer el yogur de sus dedos al terminar. Después de cada escena, Gunderson la recompensa con una golosina. Wallace señaló que sus golosinas favoritas incluyen "chocolate, Nutella, uvas, pistachos, cacahuetes, la artesanía de servicios extraños en plátano, un huevo por semana para las proteínas y fuera del set, arañas y moscas".

## Vida personal
Vive con su entrenador, Tom Gunderson, en el condado de Los Ángeles, California. Junto con otros animales que viven en su hogar, "incluyendo perros, caballos, un gato, y otro capuchino hembra, llamada Squirt". Crystal, que duerme no menos de ocho horas cada día, comparte un colchón con Gunderson, su esposa, su compañera capuchino Squirt y un chihuahua.

## Filmografía
| Año       | Título                                         | Personaje                                          |
| --------- | ---------------------------------------------- | -------------------------------------------------- |
| 1997      | George de la selva                             | Bebe mono                                          |
| 1998      | Dr. Dolittle                                   | Mono Borracho                                      |
| 1999      | American Pie                                   |                                                    |
| 2000      | Terror Tract                                   | Bobo                                               |
| 2001      | Dr. Dolittle 2                                 | Mono borracho                                      |
| 2001      | American Pie 2                                 |                                                    |
| 2002      | Malcolm in the Middle                          | Oliver el mono guía                                |
| 2004      | Garfield: la película                          | Mono mascota                                       |
| 2005      | Fun with Dick and Jane                         | mono de pruebas                                    |
| 2006      | The Shaggy Dog                                 | Capuchino                                          |
| 2006      | Night at the Museum                            | Dexter                                             |
| 2006      | Failure to Launch                              | Mono del bosque                                    |
| 2007      | 3:10 to Yuma                                   |                                                    |
| 2009      | Night at the Museum: Battle of the Smithsonian | Dexter/Able (no acreditado)                        |
| 2010–2013 | Community                                      | Annie's Boobs                                      |
| 2011      | The Hangover Part II                           | Mono traficante de droga (acreditada como Crystal) |
| 2011      | The Big Bang Theory                            | Ricky el mono fumador                              |
| 2011      | Zookeeper                                      | Donald el mono                                     |
| 2011      | We Bought a Zoo                                | Ella misma                                         |
| 2012      | Animal Practice                                | Dr. Rizzo                                          |
| 2013      | The Good Thing                                 | Ella misma                                         |
| 2013      | The Hangover Part III                          | Mono en epílogo                                    |
| 2013      | Super Buddies                                  | Mon-kee                                            |
| 2014      | All Hail the King                              | Mono del bar                                       |
| 2014      | Night at the Museum: Secret of the Tomb        | Dexter                                             |
| 2015      | Russell Madness                                | Hunk                                               |
| 2016      | Monkey Up                                      | Monty                                              |
| 2019      | The Righteous Gemstones                        | Dr. Watson                                         |
| 2024      | Bad Monkey                                     | Driggs                                             |